# Long Player Late Bloomer
Long Player Late Bloomer è il dodicesimo album in studio del cantautore canadese Ron Sexsmith, pubblicato nel 2011.
Il 16 giugno, l'album è stato nominato come candidato candidato (uno dei 40) per il Polaris Music Prize 2011. Il 6 luglio, l'album è stato nominato come candidato selezionato (uno dei 10) per il premio 2011. L'album è stato successivamente nominato per Adult Alternative Album of the Year ai Juno Awards del 2012.
L'album è noto per essere prodotto dal produttore di heavy metal Bob Rock, noto soprattutto per il suo lavoro con Mötley Crüe e Metallica. Sexsmith è stato seguito da una troupe televisiva per la registrazione dell'album, che ha portato al film Love Shines che documenta i tentativi di Sexsmith di trasformare il suo seguito di nicchia in successo mondiale registrando l'album con Bob Rock. Long Player Late Bloomer ha trascorso un totale di tre settimane nella classifica ufficiale degli album nel Regno Unito, con un picco al n. 48

## Tracce
1. Get in Line – 2:27
2. The Reason Why – 3:14
3. Believe It When I See It – 3:45
4. Miracles – 2:31
5. No Help at All – 3:30
6. Late Bloomer – 4:08
7. Heavenly – 2:32
8. Michael and His Dad – 3:50
9. Middle of Love – 3:05
10. Every Time I Follow – 3:24
11. Eye Candy – 3:45
12. Love Shines – 4:29
13. Nowadays – 3:00

Tracce bonus dell'edizione giapponese
1. Wooden Toys
2. Chambermaid
3. Next Time
4. Speaking with the Angel (versione acustica)
5. Love Shines (versione acustica)